# Élisabeth Malamut
Élisabeth Malamut est une historienne médiéviste française. Agrégée d’histoire et docteur d’État, elle est spécialiste d’histoire insulaire et urbaine et des relations politiques et culturelles de Byzance.

## Biographie
Élève d’Hélène Ahrweiler, Élisabeth Malamut est chercheur au CNRS de 1974 à 2004. Elle soutient sa thèse Les îles de l’empire byzantin (VIIIe – XIIe siècles) en 1984. Elle devient professeur à l’Université d’Aix-Marseille en 2004 et membre du Comité des Travaux Historiques et Scientifiques en 2010. Professeur émérite depuis septembre 2017.

## Thèmes de recherche
Histoire insulaire de l’Empire byzantin.
Thessalonique aux 9e-15e siècles.
Relations politiques, diplomatiques et culturelles.
Impératrices de Byzance.

## Fonctions
- Jury d’oral à l’agrégation externe de géographie.
- Directrice de l’UFR Civilisations et Humanités de l’Université de Provence.
- Directrice du Pôle Humanités, Sciences Humaines et Sociales de la Faculté ALLSH de l’Université d’Aix-Marseille.
- Comité Français des Études Byzantines ;
- Société des historiens médiévistes de l’enseignement supérieur public.

## Publications
- Les îles de l'Empire byzantin, VIIIe – XIIe siècles, vol I-II, 712 p. Paris : 1989 ; 712 p. (Byzantina-Sorbonensia, 8).
- Sur la route des saints byzantins, Paris : 1993 ; 400 p. (CNRS Histoire).
- Byzance et le monde extérieur, Contacts, relations, échanges. In : Pages (P.) (éd.). – Actes du XXe Congrès International des Études byzantines, Paris 19-25 août 2001. Paris : Publications de la Sorbonne, 2005 (dir. avec Michel Balard et Jean-Michel Spieser).
- Le monde byzantin Économie et société (milieu VIIIe siècle-1204). Paris : BelinSup Capes Agrégation, 2006 (avec Georges Sidéris).
- Alexis Ier Comnène, Paris : Ellipses, 2007. Réed. Ellipses Poche 2014.
- Dynamiques sociales au Moyen Âge en Occident et en Orient. Aix-en-Provence : Publications de l’Université de Provence. 2010, 212 p. (dir.).
- Les échanges en Méditerranée médiévale. Marqueurs, réseaux, circulations, contacts, Presses Universitaires de Provence, (collection Le Temps de l’Histoire), 2012, 342 p. (dir. avec Mohamed Ouerfelli).
- Impératrices, princesses, aristocrates et saintes souveraines. De l'Orient chrétien et musulman au Moyen Âge et au début des temps modernes, Presses Universitaires de Provence (Le temps de l'histoire), 2014, 288 p. (dir. avec Andréas Nicolaïdès).
- Villes méditerranéennes au Moyen Âge, Presses Universitaires de Provence (collection Le Temps de l'Histoire), 2014, 344 p. (dir. avec Mohamed Ouerfelli).
- La mort du prince de l’Antiquité à nos jours, Presses Universitaires de Provence, (collection   Le   Temps   de   l’Histoire), 2016  (dir. avec Jérémie   Foa   et   Charles Zaremba)
- Entre deux rives :  Villes en Méditerranée au Moyen Âge et à l’Époque Moderne, Presses Universitaires de Provence, Le Temps de l’Histoire, 2016 (dir. avec Gilbert Buti, Mohamed Ouerfelli et Paolo Odorico), Presses Universitaires de Provence, (collection Le Temps de l’Histoire), 2018.

## Distinctions
- Chevalier de l'ordre des Palmes académiques.